# MTV Unplugged +3
MTV Unplugged +3 – drugie DVD Mariah Carey, które zawiera nagranie z jej występu w programie MTV Unplugged 16 marca 1992. Materiał ten został wydany także na CD jako MTV Unplugged EP.

## Lista utworów
1. „Emotions”
2. „If It’s Over”
3. „Someday”
4. „Vision of Love”
5. „Make It Happen”
6. „I’ll Be There”
7. „Can’t Let Go”
8. „Emotions” (wideo)
9. „Can’t Let Go” (wideo)
10. „Make It Happen” (wideo)